# Mirlenbrink-Holtrup-Vohrener Mark
Das Naturschutzgebiet Mirlenbrink-Holtrup-Vohrener Mark liegt in den Städten Ennigerloh und Warendorf im Kreis Warendorf in Nordrhein-Westfalen. Das etwa 389 ha große Gebiet, das im Jahr 2003 unter Naturschutz gestellt wurde, erstreckt sich südöstlich der Kernstadt Warendorf und nördlich der Kernstadt Ennigerloh. Durch das Gebiet verläuft die B 475 und fließt der Salzbach, ein linker Zufluss des Holzbaches.
Die Unterschutzstellung erfolgt
- zur Erhaltung und Förderung von Lebensgemeinschaften oder Lebensstätten, insbesondere von seltenen, zum Teil stark gefährdeten Wat- und Wiesenvögeln, Amphibien und von seltenen, zum Teil gefährdeten Pflanzengesellschaften des offenen Wassers und des feuchten Grünlandes
- zur Herstellung und Wiederherstellung von Lebensgemeinschaften oder Lebensstätten
- wegen der Seltenheit, besonderen Eigenart und Schönheit des Gebietes